# Tetragnatha geniculata
Tetragnatha geniculata là một loài nhện trong họ Tetragnathidae.
Loài này thuộc chi Tetragnatha. Tetragnatha geniculata được miêu tả năm 1891 bởi Karsch.